# Avery Corman
Avery Corman (n. en Bronx, Nueva York, el 28 de noviembre de 1935) es un novelista estadounidense.
Es autor de la novela Kramer vs. Kramer (1977). El éxito de la misma la llevó a la pantalla grande, Robert Benton escribió el guion y dirigió la película homónima (1979), que protagonizó Dustin Hoffman y Meryl Streep. Esta película ganó cinco premios Oscar, incluyendo los de mejor guion adaptado.
Una novela anterior de Corman, Oh, God! (1971) fue la base para la película cómica Oh, God!, con guion de Larry Gelbart, y protagonizada por George Burns y John Denver. Otras novelas escritas por él: The Old Neighborhood (1980), publicado en España en 1982 como El viejo Barrio, 50 (1987), Prized Possessions (1991), The Big Hype (1992), A Perfect Divorce (2004), y The Boyfriend from Hell (2006).
Las novelas más vendidas de Corman fueron traducidas en numerosos idiomas alrededor del mundo. Escribió además artículos y ensayos que fueron publicados en diferentes medios, incluyendo el periódico The New York Times. 
Además participó en teatro, colaborando con el compositor Cy Coleman en teatro musical, The Great Ostrovsky, obra para la cual Corman escribió el guion y coescribió las letras musicales con Coleman.

## Vida personal
Corman se graduó en escuelas públicas de la ciudad de Nueva York; asistió a DeWitt Clinton High School en el Bronx, y la Universidad de Nueva York (1956). Trabajó en la edición de una revista antes de convertirse en un escritor free lance de películas educativas y artículos de humor.
El regalo de Corman a la ciudad de Nueva York de una cancha de basketball restaurada, ubicada en el patio de la escuela de su niñez, fue el origen de la creación de City Parks Foundation. Establecida en 1989, esta fundación se convirtió en una ONG dedicada a la creación de programas en parques de Nueva York, Corman se ha desempeñado en su grupo de directores desde la creación de la misma.

### Judy Corman
Estuvo casado durante treinta y siete años con Judy, quien murió en el 2004. Al momento de su muerte ella era Vicepresidente Sénior, Directora de Comunicaciones Corporativas y Relaciones en Scholastic, Inc. Tuvieron dos hijos: Matthew, guionista, y Nicholas, quien trabaja en desarrollo de negocios en Silicon Valley.

## Novelas
- Oh God! (1975)
- Kramer vs. Kramer (1977)
- The Bust-Out King (1981)
- The Old Neighborhood (1980) El viejo vecindario (1981) En España: Bruguera, 1982. ISBN 84-02-08587-3.
- 50 (1987)
- The Big Hype (1992)
- Prized Possessions (1992)
- A Perfect Divorce (2004)
- The Boyfriend from Hell (2006)